# Oreobates lundbergi
Oreobates lundbergi es una especie de anfibio anuro de la familia Craugastoridae.

## Distribución geográfica
Esta especie es endémica de la provincia de Pasco en la región de Pasco en Perú. Habita entre los 1800 y 2760 m sobre el nivel del mar en el lado amazónico de la Cordillera Oriental.

## Etimología
Esta especie lleva el nombre en honor a Mikael Lundberg.

## Publicación original
- Lehr, 2005 : A new species of the Eleutherodactylus nigrovittatus group (Anura: Leptodactylidae) from Andean Peru. Herpetologica, vol. 61, n.º 2, p. 199-208.[5]